# Olga Orlova
Olga Yúrievna Nosova (Ольга Юрьевна Носова en ruso; 13 de noviembre de 1977 en Moscú, Óblast de Moscú), conocida artísticamente como Olga Orlova (Ольга Орлова) es una cantante y actriz rusa conocida por ser una de las integrantes originales del grupo Blestyashchie hasta el año 2000.

## Biografía
En sus primeros años estudió ciencias económicas en la Universidad de Económicas y Estadística de Moscú. En 1995 participó formó junto con Paulina Iodis y Varvara Koroleva: Blestyashchie, siendo el primer grupo femenino de música pop en Rusia.
Su debut vino con el primer videoclip de la banda: Tam, tol'ko tam. Aparte de su trabajo como vocalista, compuso varias canciones como Ciao, Bambina y Gde zhe Tbi gde que darían a conocer el trío al público general.
En el año 2000 abandonaría el grupo para iniciar su carrera en solitario en 2001.

## Discografía

### Blestyashchie
- 1996 Tam, tol'ko tam
- 1997 Tam, tol'ko tam (Remixes)
- 1998 Prosto mechty
- 2000 O lyubvi
- 2000 Belym snegom

### Solista
- 2001 Perviy
- 2006 Esli ty menya zhdyosh